# Turkse lira
De lira is de munteenheid van Turkije en Noord-Cyprus. Vlak voor de revaluatie in 2005 werd de (oude) lira vervangen door de Nieuwe Turkse lira. In 2009 kwam de toevoeging 'nieuwe' weer te vervallen.
Tot 2005 stond de Turkse munteenheid bekend als de Türk Lirası. Binnen Turkije werd gewoon over de lira gesproken, buiten Turkije over de Turkse lira, om niet te verwarren andere valuta's die lire of lira heten. De lira was verdeeld in 100 kuruş, die elk nog eens konden verdeeld worden in 40 para. De munten worden geslagen door het Turkse munthuis Darphane.

## Geschiedenis
Voor de invoering van de lira was de munteenheid van het Ottomaanse Rijk de akçe, die later werd vervangen door de kuruş (in westelijk Europa ook piaster genoemd), met de para als onderverdeling. De piaster was oorspronkelijk een grote zilveren munt, maar evolueerde al snel naar een klein zilveren muntstukje dat een honderdste van een gouden lira waard was.
Het eerste papiergeld van de Banque Imperiale Ottomane waren briefjes van 5 tot 5000 kuruş. In het midden van de jaren zeventig van de negentiende eeuw wisselde dit naar lira. De nieuwe briefjes gingen van 5 kuruş tot 1000 lira.
Al tijdens de Eerste Wereldoorlog gaf Turkije de gouden standaard op (ter vergelijking: de Verenigde Staten van Amerika deden dit in 1933). De gouden lira was in het begin van de jaren 1920 ongeveer 9 "papieren lira" waard.
De Turkse Republiek verving het oude Ottomaanse geld door de Turkse lira, een middelgrote zilveren munt. Er bestonden biljetten van 1, 5, 10, 50, 100, 500 en 1000 lira. Op elk biljet stond een portret van Mustafa Kemal Atatürk.
Na Atatürks dood in 1938 werden nieuwe bankbiljetten uitgegeven met president Ismet Inönü. Atatürk verscheen in het begin van de jaren 1950 opnieuw op de biljetten.

## Wisselkoersverloop
Chronische inflatie deed de lira vanaf de jaren zeventig geweldig in waarde dalen ten opzichte van andere valuta. Net voor de revaluatie was een originele gouden lira ongeveer 120.000.000 lira waard.
- 1933: 1 dollar = 2 Turkse lira.
- 1966: 1 dollar = 9 Turkse lira.
- 1980: 1 dollar = 90 Turkse lira.
- 1988: 1 dollar = 1.300 Turkse lira.
- 1995: 1 dollar = 45.000 Turkse lira.
- 2001: 1 dollar = 1.650.000 Turkse lira.
- 2007: 1 dollar = 1.410.000 (oude) Turkse lira = 1,41 nieuwe Turkse lira / 1 euro = 1.870.000 (oude) Turkse lira = 1,87 nieuwe Turkse lira.
- 2008: 1 dollar = 1.170.000 (oude) Turkse lira = 1,17 nieuwe Turkse lira / 1 euro = 1.710.000 (oude) Turkse lira = 1,71 nieuwe Turkse lira.

Op 1 januari 2005 werd de Nieuwe Turkse lira ingevoerd. Een nieuwe lira was evenveel waard als een miljoen oude lira. Sinds 1 januari 2009 wordt het voorvoegsel "nieuwe" weer weggelaten.
| Jaar | dollar | euro  |
| ---- | ------ | ----- |
| 2010 | 1,54   | 2,07  |
| 2011 | 1,89   | 2,45  |
| 2012 | 1,79   | 2,35  |
| 2013 | 2,15   | 2,96  |
| 2014 | 2,33   | 2,82  |
| 2015 | 2,92   | 3,17  |
| 2016 | 3,53   | 3,71  |
| 2017 | 3,80   | 4,55  |
| 2018 | 5,28   | 6,05  |
| 2019 | 5,95   | 6,67  |
| 2020 | 7,38   | 9,08  |
| 2021 | 13,25  | 15,00 |
| 2022 | 18,69  | 20,06 |
| 2023 | 29,49  | 32,59 |
| 2024 | 35,33  | 36,77 |

Vanaf begin januari tot medio augustus 2018 is de koers van de lira versus de euro en Amerikaanse dollar met zo’n 50% gedaald. De hoge economische groei gaat gepaard met een hoge inflatie en een groot tekort op de lopende rekening. Onder politieke druk van president Erdogan houdt de Turkse centrale bank de rente laag. In juli 2018 benoemde hij ook zijn schoonzoon Berat Albayrak tot minister van Financiën wat internationale beleggers weinig vertrouwen heeft gegeven. Amerikaanse importheffingen op Turks staal en aluminium, een reflectie van de moeizame relatie tussen beide landen, hebben de koers van de lira verder onder druk gezet.
Op 7 november 2020 werd centrale bank president Murat Uysal per direct ontslagen. Erdogan heeft per decreet direct Naci Agbal als vervanger aangewezen. Agbal was van 2015 tot 2018 minister van Financiën. Aanleiding voor het ontslag van Uysal is de koersdaling van de lira met meer dan 30% ten opzichte van de dollar en de euro in 2020. Twee paar dagen later trad Berat Albayrak af. Hij gaf gezondheidsredenen op als reden voor zijn vertrek, maar hier wordt weinig geloof aan gehecht. In november 2020 verhoogde Agbal de rente van 10,25% naar 15% en in december volgde nog een stijging van 2% waarmee de rente op 17% uitkwam. Redenen om de rente te verhogen zijn de waarde van de lira te stutten en de inflatie te beteugelen.
Op 22 maart 2021 kelderde de koers van de lira met 10%. Reden voor deze depreciatie was het besluit van Erdogan om voor de tweede keer in minder dan vijf maanden de president van de centrale bank te ontslaan. Op 18 maart verhoogde Naci Agbal de officiële rente met nog eens 2% naar 19%. Zijn opvolger is Sahap Kavcioglu, hij is een erkend tegenstander van rentestijgingen en lid van Erdogans AK-partij. Begin oktober 2021 ontsloeg Erdogan nog eens drie kritische bankbestuurders die tegen een renteverlaging waren en benoemde twee nieuwe bestuurders. Op 21 oktober besloot de bank het rentetarief te verlagen van 18% naar 16%, ondanks de hoge inflatie van zo'n 20% op jaarbasis, waardoor de lira verder verzwakte. Op 2 december 2021 werd de minister van Financiën, Lütfi Elvan, ontslagen. Hij streefde naar een traditioneler economisch beleid dan Erdogan wat hem de baan heeft gekost. Hij wordt opgevolgd door de onderminister van Financiën Nureddin Nebati, die de mening van Erdogan op financieel terrein deelt. Op 16 december werd de rente met 1%-punt verlaagd naar 14% terwijl de inflatie nog altijd boven de 20% staat. Na het bericht daalde de koers van de lira met ruim 5%. Om de pijn deels te verzachten wordt het minimumloon met 50% verhoogd naar 4250 lira per maand, dat is zo'n 230 euro tegen de dagkoers. Na een dieptepunt, apprecieerde de lira met ruim 30% in de periode van 21 tot 26 december, na toezeggingen van Erdogan dat de regering de spaartegoeden van burgers zal compenseren voor valutaschommelingen.
Op 19 maart 2025 kelderde de koers van de lira met 12%. Op deze dag werd Ekrem İmamoğlu gearresteerd, de mogelijke tegenkandidaat van president Erdogan voor de eerstkomende presidentsverkiezingen in 2028. Na het bekend worden van zijn arrestatie daalde de lira sterk in waarde en bereikte een dieptepunt van 42 lira versus de Amerikaanse dollar. Om de val tegen te gaan, intervenieerde de Turkse centrale bank en in een paar dagen tijd kocht het voor US$ 12 miljard aan lira, dit was viermaal meer dan de grootste ingreep tot nu toe.

## Verdeling van de bankbiljetten
Bankbiljetten bestaan er van 5, 10, 20, 50, 100 en 200 lira.
| Waarde   | Voorzijde | Achterzijde | Beeltenis achterzijde   | Watermerk                          |
| -------- | --------- | ----------- | ----------------------- | ---------------------------------- |
| 5 lira   |           |             | Aydın Sayılı            | Mustafa Kemal Atatürk en de waarde |
| 10 lira  |           |             | Cahit Arf               | Mustafa Kemal Atatürk en de waarde |
| 20 lira  |           |             | Mimar Kemaleddin        | Mustafa Kemal Atatürk en de waarde |
| 50 lira  |           |             | Fatma Aliye Topuz       | Mustafa Kemal Atatürk en de waarde |
| 100 lira |           |             | Buhurizade Mustafa Itri | Mustafa Kemal Atatürk en de waarde |
| 200 lira |           |             | Yunus Emre              | Mustafa Kemal Atatürk en de waarde |

## Trivia
De lira was ook de munteenheid van de Republiek Hatay en wordt momenteel ook gebruikt in Noord-Cyprus en in het noorden van Syrië.